# 22 إل أر
خرطوشة 22 إل أر، والمعروفة أيضًا باسم 22 LR أو 5.7×15mmR هي نوع من الذخيرة النارية نشأت في الولايات المتحدة بواسطة شركة يونيون للذخائر المعدنية. وهي تُستخدم في مجموعة واسعة من الأسلحة النارية بما في ذلك البنادق والمسدسات والمدافع الرشاشة.
من حيث الوحدات المباعة، فهي بلا شك أكثر الذخيرة شيوعًا التي يتم تصنيعها وبيعها في العالم. تشمل الاستخدامات الشائعة الصيد ورياضة الرماية. الذخيرة المنتجة في بندقية طويلة عيار .22 فعالة في المسافات القصيرة، ولديها ارتداد ضئيل، ورخيصة الثمن. هذه الصفات تجعلها مثالية للتدريب على الرماية.